# Ostricourt
Ostricourt est une commune française située dans le département du Nord, en région Hauts-de-France.

## Géographie
La ville d'Ostricourt compte 5 146 habitants. Elle est située au sud de l'arrondissement de Lille, à 25 km de Lille. Limitrophe avec le département du Pas-de-Calais, la commune, située à 27 mètres d'altitude, s'étend sur environ 760 ha. Depuis 2014, Ostricourt fait partie de la communauté de communes Pévèle-Carembault.
Son accès est facilité par sa proximité avec l'autoroute A1 (Lille - Paris). Sortie N°18 : Carvin - Libercourt. Elle possède une gare SNCF, desservie par la ligne Lille - Douai. Aujourd'hui fermée, il ne subsiste de cette gare qu'une halte SNCF.
Ancienne cité minière, Ostricourt fait partie maintenant du « poumon vert » de la Métropole lilloise. Proche de la Forêt de Phalempin, elle est bordée par le Bois de l'Offlarde. De son passé minier, elle a conservé ses Cités, partiellement rénovées ou en cours de requalification, ainsi que son terril. Les anciennes cités minières sont classées en quartier prioritaire.

### Communes limitrophes
|         | Wahagnies      | Thumeries |
| Oignies | Ostricourt     |           |
| Dourges | Évin-Malmaison | Leforest  |

### Hydrographie

#### Réseau hydrographique
La commune est située dans le bassin Artois-Picardie. Elle est drainée par le Filet Maurant Amont, le fossé du Bois Saint Eloi, le Harponlieu et divers autres petits cours d'eau,.

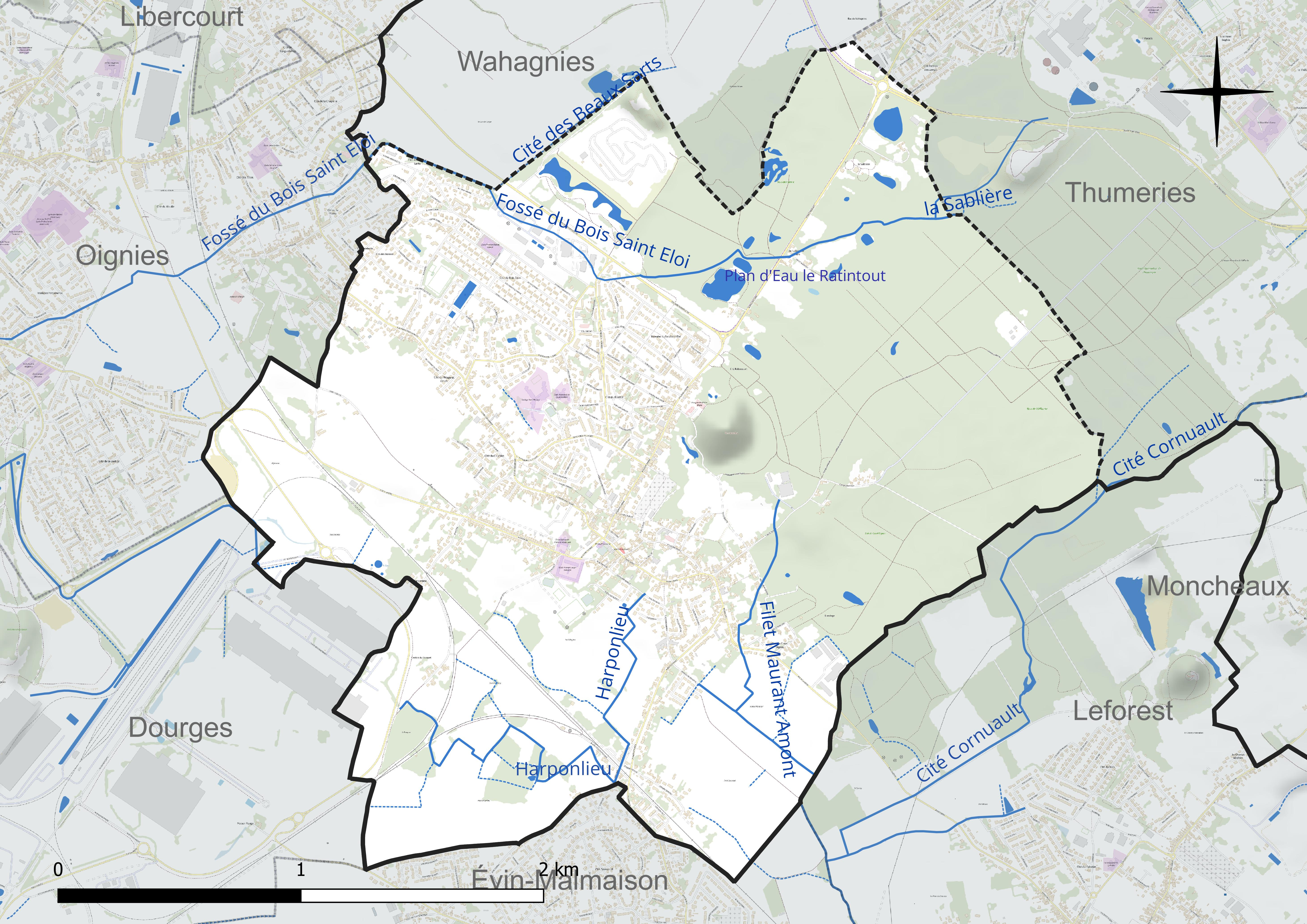
Réseau hydrographique d'Ostricourt.

Un plan d'eau complète le réseau hydrographique : le plan d'eau le Ratintout (1,5 ha),.

#### Gestion et qualité des eaux
Le territoire communal est couvert par le schéma d'aménagement et de gestion des eaux (SAGE) « Marque Deûle ». Ce document de planification concerne un territoire de 1 120 km2 de superficie, délimité par les bassins versants de la Marque et de la Deûle, formant une vaste cuvette sédimentaire de 40 km de long et de 25 km de large, où la pente est très faible. Le périmètre a été arrêté le 2 décembre 2005 et le SAGE proprement dit a été approuvé le 9 mars 2020. La structure porteuse de l'élaboration et de la mise en œuvre est la Métropole européenne de Lille. 
La qualité des cours d'eau peut être consultée sur un site dédié géré par les agences de l'eau et l'Agence française pour la biodiversité. 

### Climat
Pour des articles plus généraux, voir Climat des Hauts-de-France et Climat du Nord.
En 2010, le climat de la commune est de type climat océanique dégradé des plaines du Centre et du Nord, selon une étude du CNRS s'appuyant sur une série de données couvrant la période 1971-2000. En 2020, Météo-France publie une typologie des climats de la France métropolitaine dans laquelle la commune est exposée à un climat océanique et est dans la région climatique  Nord-est du bassin Parisien, caractérisée par un ensoleillement médiocre, une pluviométrie moyenne régulièrement répartie au cours de l'année et un hiver froid (3 °C). 
Pour la période 1971-2000, la température annuelle moyenne est de 10,5 °C, avec une amplitude thermique annuelle de 14,6 °C. Le cumul annuel moyen de précipitations est de 684 mm, avec 11,8 jours de précipitations en janvier et 9,2 jours en juillet. Pour la période 1991-2020, la température moyenne annuelle observée sur la station météorologique la plus proche, située sur la commune de Douai à 10 km à vol d'oiseau, est de 11,0 °C et le cumul annuel moyen de précipitations est de 729,2 mm,. Pour l'avenir, les paramètres climatiques de la commune estimés pour 2050 selon différents scénarios d'émission de gaz à effet de serre sont consultables sur un site dédié publié par Météo-France en novembre 2022.

## Urbanisme

### Typologie
Au 1er janvier 2024, Ostricourt est catégorisée ceinture urbaine, selon la nouvelle grille communale de densité à sept niveaux définie par l'Insee en 2022.
Elle appartient à l'unité urbaine de Douai-Lens, une agglomération inter-départementale regroupant 67  communes, dont elle est une commune de la banlieue,,. Par ailleurs la commune fait partie de l'aire d'attraction de Lille (partie française), dont elle est une commune de la couronne,. Cette aire, qui regroupe 201 communes, est catégorisée dans les aires de 700 000 habitants ou plus (hors Paris),.

### Occupation des sols
L'occupation des sols de la commune, telle qu'elle ressort de la base de données européenne d'occupation biophysique des sols Corine Land Cover (CLC), est marquée par l'importance des forêts et milieux semi-naturels (36,7 % en 2018), en augmentation par rapport à 1990 (33,1 %). La répartition détaillée en 2018 est la suivante : forêts (32 %), zones urbanisées (28,8 %), terres arables (25,8 %), milieux à végétation arbustive et/ou herbacée (4,7 %), espaces verts artificialisés, non agricoles (3,6 %), prairies (2,5 %), mines, décharges et chantiers (1,5 %), zones industrielles ou commerciales et réseaux de communication (1 %). L'évolution de l'occupation des sols de la commune et de ses infrastructures peut être observée sur les différentes représentations cartographiques du territoire : la carte de Cassini (XVIIIe siècle), la carte d'état-major (1820-1866) et les cartes ou photos aériennes de l'IGN pour la période actuelle (1950 à aujourd'hui).

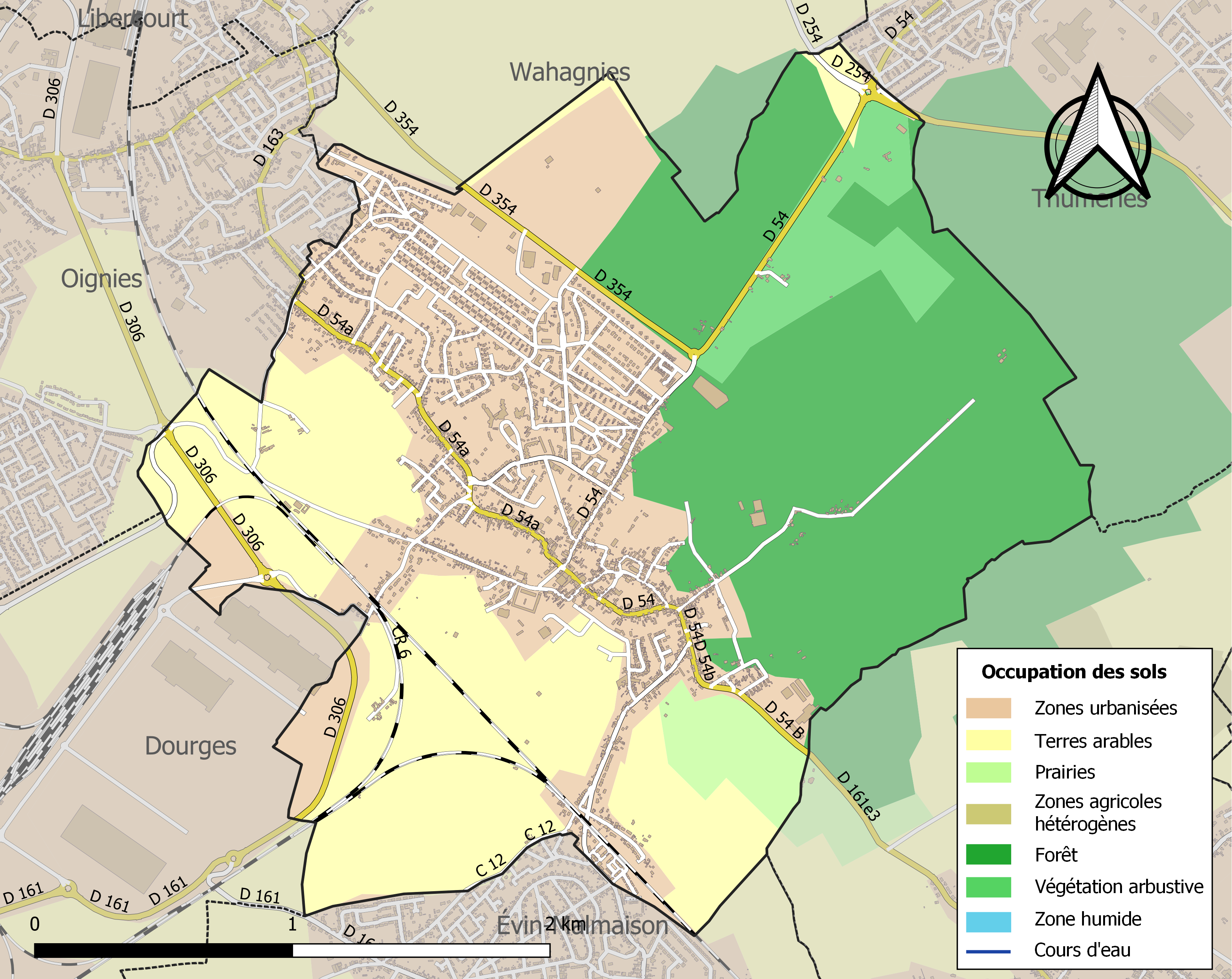
Carte des infrastructures et de l'occupation des sols de la commune en 2018 (CLC).

## Toponymie
Ostricurt (1115-1131), Ostricort (1181), Ostricoert (1223), Ostricort (1230).
D'après M. Gysseling, Ostricourt viendrait d'Austarīki curtis, la « ferme d'Austarīk » (anthroponyme germanique).

## Histoire
Robert, évêque d'Arras. donna, en 1115, l'autel d'Ostricourt au chapitre de Saint-Amé de Douai. Ostricourt appartenait au châtelain de Lille. Le châtelain avait le droit, par transaction de mai 1220, de faire marcher, dans ses guerres personnelles ou celles de ses amis, tous les hommes des 
terres possédées, dans la châtellenie, par l'abbaye de Saint-Vaast d'Arras, à condition de né pas leur faire dépasser Ostricourt.
Pierre-Joseph Petit, chevalier, est seigneur d'Ostricourt au début du XVIIIe siècle. Il est le fils d'Alexandre Petit, chevalier, seigneur du Chatelain, de Grandsart, greffier puis commis-greffier du bureau des finances de la généralité de Lille et de Marguerite de Beaumaretz. Pierre-Joseph accède lui-aussi aux fonctions de greffier, en octobre 1713, et de commis-greffier, en 1746, jusqu'en 1751. Il épouse le 4 juillet 1708 Marie-Catherine Roussel de Wagnonville, fille de Claude et d'Anne-Françoise Marisal.
Nicolas-Joseph-Marie Petit, seigneur d'Ostricourt, fils de Pierre-Joseph, meurt le 31 mars 1785, noyé dans le canal de l'Esplanade à Lille. Il a épousé le 27 août 1765 Demoiselle Bernard, sans postérité.

### Immigration polonaise
La commune d'Ostricourt a accueilli dans les années 1920, comme bien d'autres villes minières du bassin charbonnier régional, des mineurs et leurs familles venus dans le cadre de l'immigration polonaise dans le Nord de la France.

### Seconde Guerre mondiale
En 1940, Ostricourt est occupée par l'Allemagne nazie, comme tout le bassin minier régional. Non loin, à la fosse 7 de la Compagnie des mines de Dourges, que la grève patriotique des cent mille mineurs du Nord-Pas-de-Calais de mai-juin 1941 a démarré, avec Émilienne Mopty et Michel Brulé (1912-1942), privant les Allemands de 93 000 tonnes de charbon pendant près de 2 semaines.
C'est l'un des premiers actes de résistance collective à l'occupation nazie en France et le plus important en nombre, qui se solda par 414 arrestations en 3 vagues, la déportation de 270 personnes, 130 mineurs étant par ailleurs fusillés à la Citadelle d'Arras. Après-guerre, la commune est aussi au centre de trois événements nationaux, la "bataille du charbon" (1945-1947), suivie des grève des mineurs de 1947 et celles de 1948.

## Héraldique
|  | Les armes d'Ostricourt se blasonnent ainsi : « De gueules au chef d'or. » |

-Les châtelains de la première maison de Lille, seigneurs d'Ostricourt, portaient à trois lions.

## Politique et administration

### Liste des maires

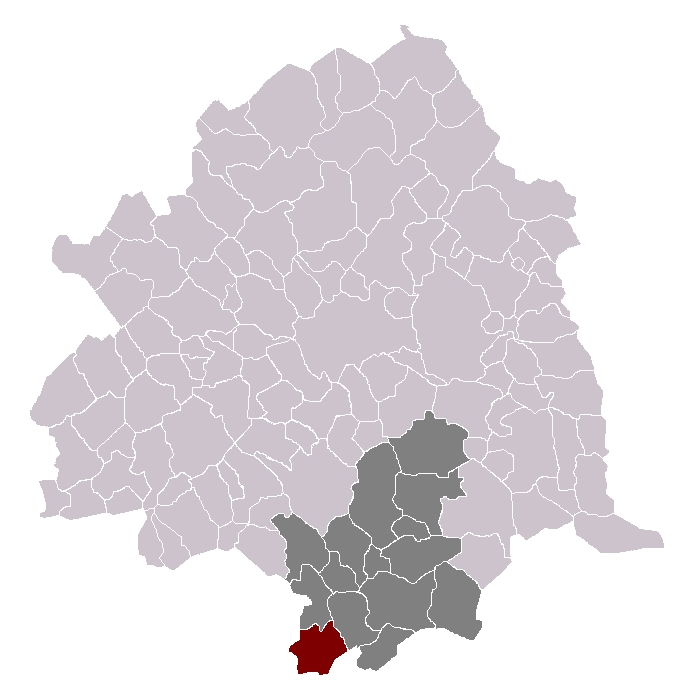
Ostricourt dans son canton et son arrondissement

Maire de 1802 à 1807 : L. Duthilleul,.

Maire en 1881 : Dubois.
| Période                                  | Période                   | Identité          | Étiquette | Qualité |
| ---------------------------------------- | ------------------------- | ----------------- | --------- | --- |
| octobre 1947                             | mars 1969 (décès)         | Augustin Defretin |           | |
|                                          |                           |                   |           | |
| Maire en 1968                            | mars 1983                 | Noël Dubois       | RPR       | |
| mars 1983                                | janvier 2013 (démission)  | Robert Anselin    | PS        | Enseignant, maire honoraire Député du Nord (6e circ. (1988 → 1993) Conseiller général de Pont-à-Marcq (1977 → 1992) |
| janvier 2013                             | En cours (au 23 mai 2020) | Bruno Rusinek     | PS        | Instituteur Réélu en 2014 et 2020                                                                                   |
| Les données manquantes sont à compléter. |                           |                   |           | |

### Jumelages
- Międzychód  (Pologne)

## Population et société

### Démographie

#### Évolution démographique
L'évolution du nombre d'habitants est connue à travers les recensements de la population effectués dans la commune depuis 1793. Pour les communes de moins de 10 000 habitants, une enquête de recensement portant sur toute la population est réalisée tous les cinq ans, les populations de référence des années intermédiaires étant quant à elles estimées par interpolation ou extrapolation. Pour la commune, le premier recensement exhaustif entrant dans le cadre du nouveau dispositif a été réalisé en 2006.

En 2022, la commune comptait 6 014 habitants, en évolution de +11,89 % par rapport à 2016 (Nord : +0,51 %, France hors Mayotte : +2,11 %).
| 1793 | 1800 | 1806 | 1821 | 1831 | 1836 | 1841 | 1846 | 1851 |
| ---- | ---- | ---- | ---- | ---- | ---- | ---- | ---- | ---- |
| 809  | 778  | 830  | 861  | 877  | 859  | 829  | 820  | 828  |

| 1856 | 1861 | 1866 | 1872 | 1876 | 1881 | 1886 | 1891 | 1896 |
| ---- | ---- | ---- | ---- | ---- | ---- | ---- | ---- | ---- |
| 820  | 855  | 919  | 810  | 842  | 785  | 740  | 766  | 791  |

| 1901 | 1906 | 1911  | 1921  | 1926  | 1931  | 1936  | 1946  | 1954  |
| ---- | ---- | ----- | ----- | ----- | ----- | ----- | ----- | ----- |
| 857  | 962  | 1 625 | 2 441 | 4 954 | 6 202 | 6 200 | 6 578 | 7 290 |

| 1962  | 1968  | 1975  | 1982  | 1990  | 1999  | 2006  | 2011  | 2016  |
| ----- | ----- | ----- | ----- | ----- | ----- | ----- | ----- | ----- |
| 7 316 | 7 388 | 6 821 | 6 165 | 6 064 | 5 412 | 5 146 | 5 244 | 5 375 |

| 2021  | 2022  | - | - | - | - | - | - | - |
| ----- | ----- | - | - | - | - | - | - | - |
| 5 829 | 6 014 | - | - | - | - | - | - | - |

#### Pyramide des âges
La population de la commune est relativement jeune.
En 2018, le taux de personnes d'un âge inférieur à 30 ans s'élève à 39,8 %, soit au-dessus de la moyenne départementale (39,5 %). À l'inverse, le taux de personnes d'âge supérieur à 60 ans est de 22,1 % la même année, alors qu'il est de 22,5 % au niveau départemental.
En 2018, la commune comptait 2 610 hommes pour 2 757 femmes, soit un taux de 51,37 % de femmes, légèrement inférieur au taux départemental (51,77 %).
Les pyramides des âges de la commune et du département s'établissent comme suit.
| Hommes | Classe d’âge | Femmes |
| ------ | ------------ | ------ |
| 0,4    | 90 ou +      | 1,1    |
| 6,3    | 75-89 ans    | 10,5   |
| 12,3   | 60-74 ans    | 13,5   |
| 18,6   | 45-59 ans    | 17,8   |
| 19,9   | 30-44 ans    | 19,8   |
| 16,2   | 15-29 ans    | 17,0   |
| 26,2   | 0-14 ans     | 20,3   |

| Hommes | Classe d’âge | Femmes |
| ------ | ------------ | ------ |
| 0,5    | 90 ou +      | 1,4    |
| 5,3    | 75-89 ans    | 8,1    |
| 14,8   | 60-74 ans    | 16,2   |
| 19,1   | 45-59 ans    | 18,4   |
| 19,5   | 30-44 ans    | 18,7   |
| 20,7   | 15-29 ans    | 19,1   |
| 20,2   | 0-14 ans     | 18     |

#### Structure de la population
- État matrimonial des 15 ans ou plus en 2006 :
  - Marié(e)s : 49,4 % de la population
  - Célibataires : 33,8 % de la population
  - Veufs(veuves) : 11,6 % de la population
  - Divorcé(e)s : 5,3 % de la population
- Taux de chômage en 2006 : 29,6 %.

Sources : Insee, Enquête annuelle de recensement 2006

## Lieux et monuments
Il y a à Ostricourt des puits que l'on fait remonter à l'époque de la domination romaine. Ils sont placés à peu de distance de la voie romaine d'Ârras à Tournai.
- Forêt domaniale de l'Offlarde :

L'immense forêt qui recouvrait l'ensemble du territoire de la commune, ce sont les Romains qui l'ont défrichée les premiers, il y a plus de 2 000 ans, pour creuser d'Arras à Tournai, une voie gallo-romaine, longue de 55 km ; unique passage pour aller vers l'Est dont la traduction littérale latine Ostracariorum Curtis est fantaisiste comme origine du nom de la commune. En fait il s'agit d'*Austoricurtis, nom en -court d'époque mérovingienne ou carolingienne, formé avec un nom de personne germanique, ici Austoric, comme la plupart des noms en -court.
- Tuiles fabriquées avec le sable, tiré des sablières qui forment de nos jours le plan d'eau du Ratintout et les pâturages creusés le long de la rue Jules Guesde.
- Le château de Beauprès
- Église Saint-Vaast :

Style néo-gothique (1868, Charles Maillard, architecte à Tourcoing). Clocher (1755).
- Arbre échelle :

Vestige de la Première Guerre mondiale l'arbre-échelle est le plus grand chêne de la forêt domaniale de l'Offlarde à l'entrée de la carrière, transformé en 1916 en poste militaire d'observation, il laisse encore apparaître les échelons ferrés, scellés dans le tronc que l'écorce recouvre peu à peu.
- Terril n° 108 :

Ostricourt a également conservé un de ses terrils, le n° 108 de la Compagnie des mines d'Ostricourt, dont le site est classé en « ZNIEFF » (Zone naturelle d'intérêt écologique, faunistique et floristique). Celui-ci a été aménagé et agrémenté de chemins piétonniers reliant ainsi les Cités minières à la Forêt domaniale. Face à ce terril, planté naturellement, le plan d'eau du Ratintout, aménagé en espace de détente et de pêche…
- La gare d'Ostricourt

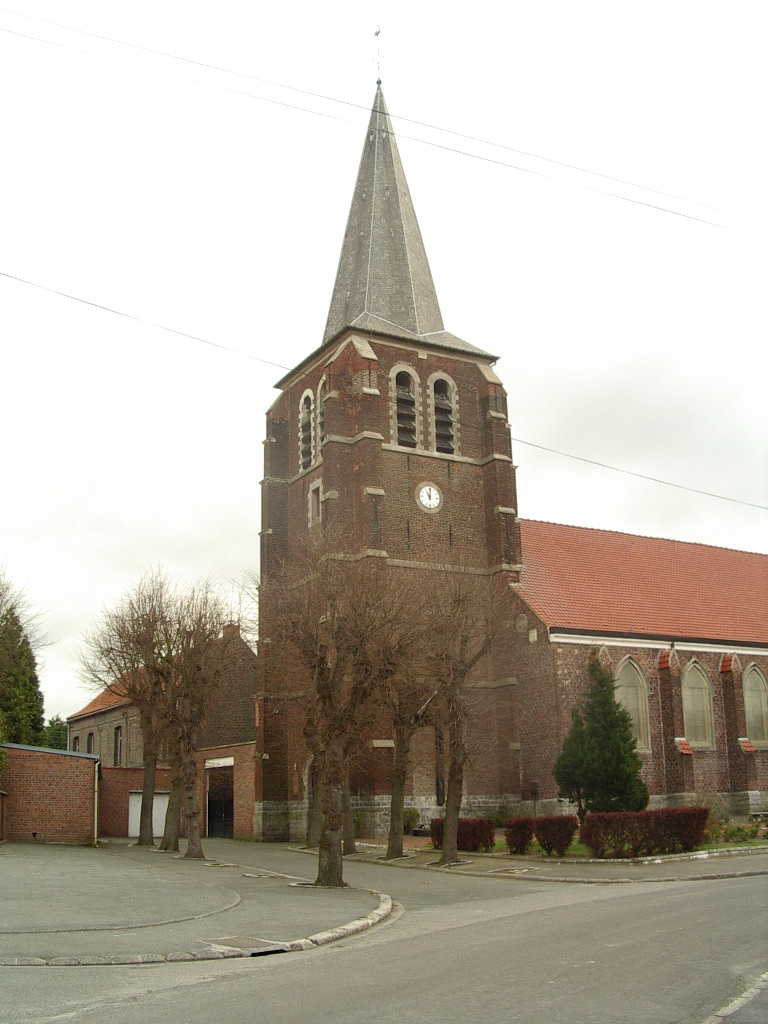
Église Saint-Vaast
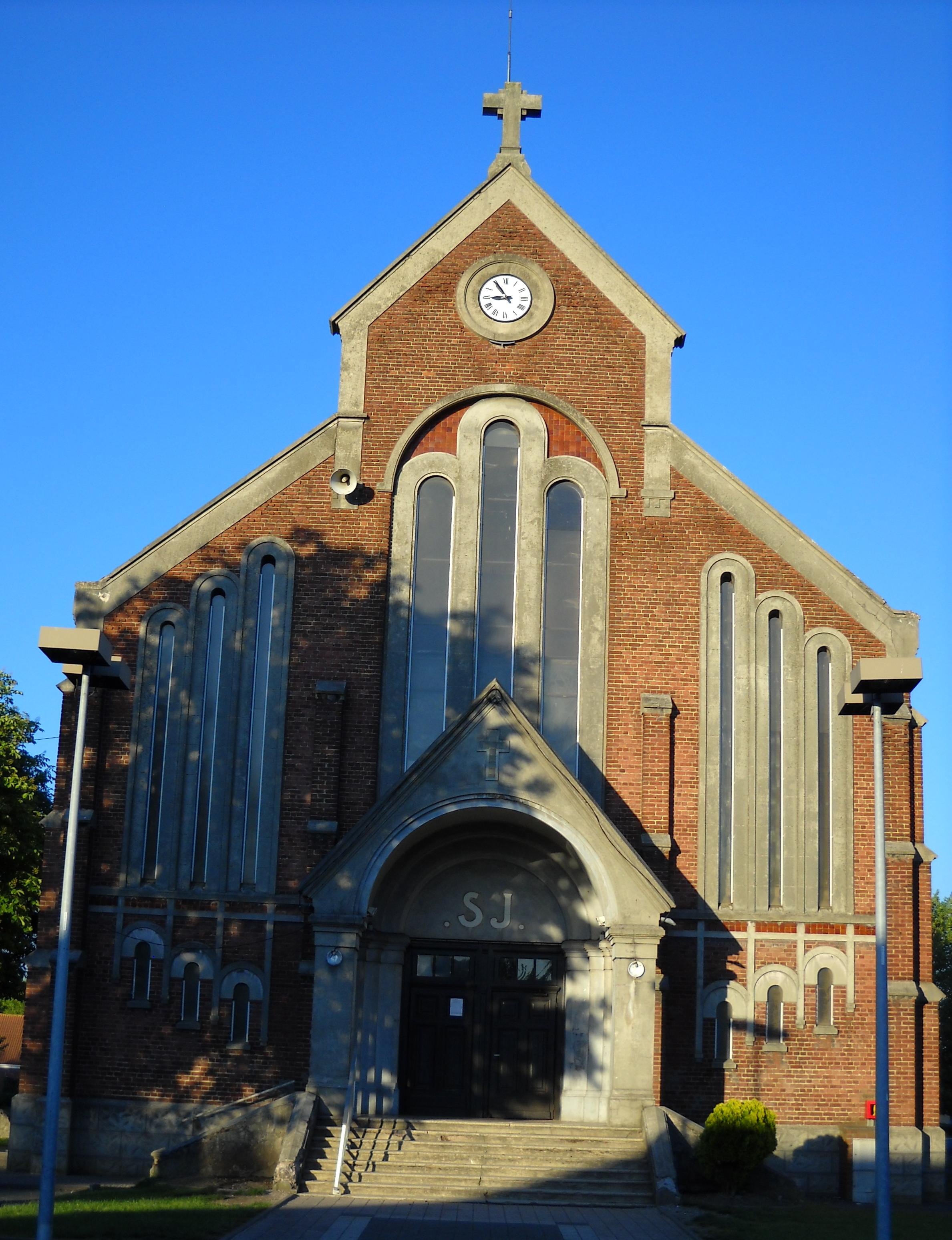
Église Saint-Jacques
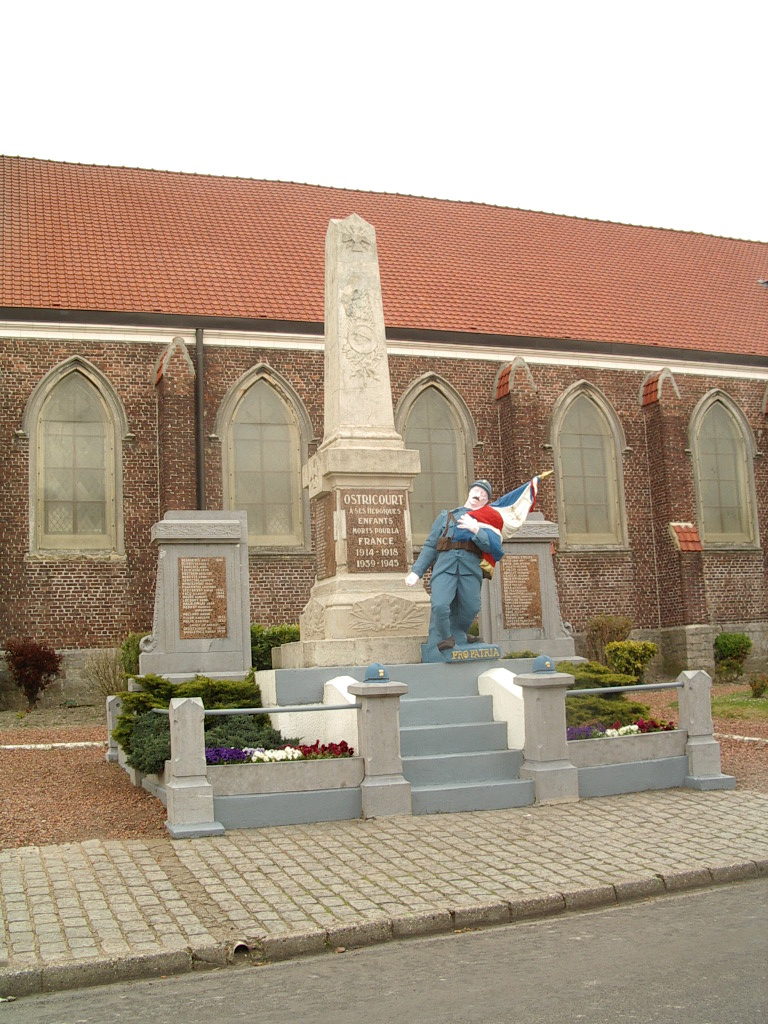
Monument aux morts
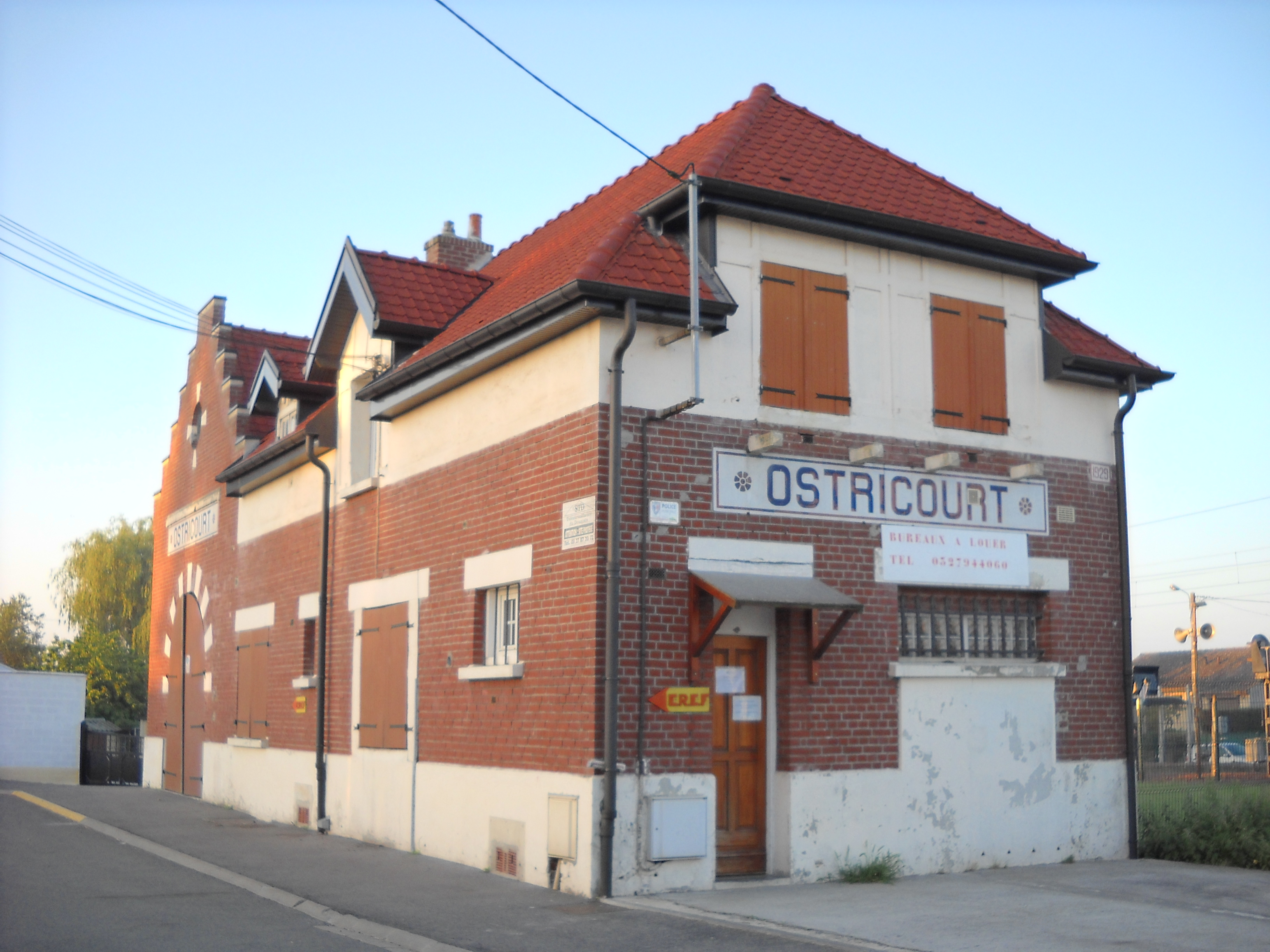
Gare d'Ostricourt
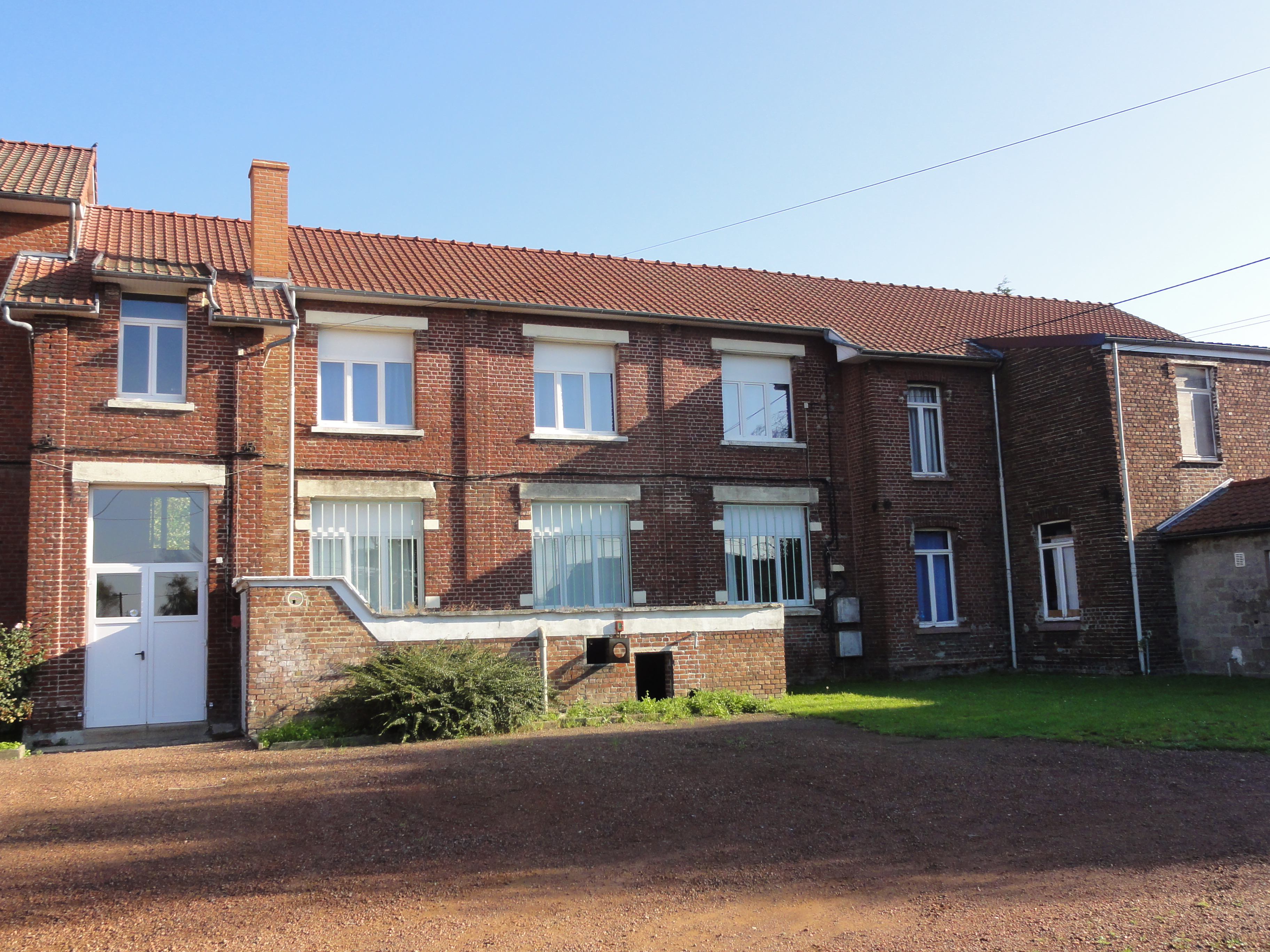
L'école des cités de la fosse n° 6 des mines d'Ostricourt

## Personnalités liées à la commune
- Florian-Jules-Félix Desprez, né le 14 avril 1807 à Ostricourt (cardinal) et mort le 21 janvier 1895 à Toulouse, évêque de Saint-Denis de La Réunion puis de Limoges, archevêque de Toulouse, cardinal français de l'Église catholique.
- Georges Glineur, né le 8 décembre 1911 à Ostricourt (homme politique),Homme politique belge membre du Parti communiste belge et un militant wallon, décédé à Courcelles le 3 octobre 1997.
- Jules Coine (pcd) (poète-mineur),Jules Coine, ouvrier mineur à la Fosse n° 6 des Mines d'Ostricourt.
- Nordine Kourichi, né le 12 avril 1954 à Ostricourt (footballeur), ancien international algérien de football.